# Loos (Nord)
Loos è un comune francese di 22 240 abitanti situato nel dipartimento del Nord nella regione dell'Alta Francia.

## Società

### Evoluzione demografica
Abitanti censiti